# Mirko Očadlík
Mirko Očadlík (1. března 1904 Holešov – 26. června 1964 Praha) byl český hudební vědec, kritik a pedagog. Jeho první manželka, Věra Očadlíková, roz. Balejová, původně právnička, se zabývala překlady klasických ruských autorů. Jeho druhá manželka Anna Hostomská byla známá hudební redaktorka a spisovatelka. Pohřben je v Praze na Vyšehradském hřbitově.

## Vzdělání
Roku 1923 odmaturoval na smíchovském reálném gymnáziu.  V letech 1923–1928 studoval na Právnické fakultě UK. Po studiu hry na klavír a hudební teorie ve Vídni, kde v mládí žil, vystudoval v roce 1932 hudební vědu, historii a estetiku na Filosofické fakultě UK (disertační prace : Smetanova Libuše).

## Kariéra
V letech 1927–1934 byl pracovníkem Spolku pro moderní hudbu, během německé okupace v letech 1939–1945 byl vedoucím hudebního nakladatelství Melantrich, v letech 1928–1950 pracoval v rozhlase na různých pozicích: jako tajemník hudebního oddělení, vedoucí hudebního vysílání, referent gramofonového archivu (1941–1945) a v letech 1945–1950 jako programový ředitel.
V roce 1946 podepsal  prokomunistické „Májové poselství kulturních pracovníků českému lidu!“ publikované před květnovými volbami do Ústavodárného Národního shromáždění. Tento předvolební manifest komunistů podepsalo celkem 843 kulturních pracovníků a komunisté volby vyhráli. Později podepsal (jako hudební kritik) prokomunistickou výzvu Kupředu, zpátky ni krok!, jež byla vydána dne 25. února 1948 pro podporu komunistického převratu.  V dubnu 1948 byl jmenován ministrem informací do funkce náměstka Divadelní a propagační komise. Tato funkce byla placená, předsedou komise byl Jan Kopecký. V Sovětském svazu pobýval v roce 1949, ale poprvé tam byl už v roce 1936. Na I. sjezdu Svazu československých skladatelů, konaném ve dnech 14.–15. května 1949 v Praze, byl zvolen do Ústředního výboru české sekce tohoto svazu. Funkci vykonával do roku 1955. V roce 1957 seděl v redakční radě čtrnáctideníku Divadelní noviny. V letech 1961–1967 byl členem Ústředního výboru Svazu československých divadelních a filmových umělců (tam byl zvolen na II. sjezdu SČSDFU). V roce 1964 byl komunistickým režimem oceněn Řádem práce.

### Pedagog
V roce 1951 byl vedoucím teoretické katedry na AMU, poté vedoucím katedry hudební vědy na Filosofické fakultě UK (1952–1959), kde také zastával v letech 1954–1958 funkci děkana. V roce 1959 zřídil při FF UK Ústav dějin hudby. Byl členem řady vědeckých ústavů a v roce 1957 také předsedou Divadelního ústavu.

## Dílo
Je autorem mnoha článků, statí a knih o klasické hudbě (zejména Bedřich Smetana), ale také o hudební moderně. Podílel se na popularizačních pořadech s hudební tematikou (např. Polka jede a Vzpoura gramofonových desek).
- Libuše, vznik Smetanovy opery (1939)
- Ženy v životě Bedřicha Smetany (1941)
- Svět orchestru I. (Klasikové a romantikové,1942, 1956)
- Tvůrce české národní hudby Bedřich Smetana (1945)
- Svět orchestru II. (České orchestrální skladby 1946)
- Smetanovi libretisté (1948)
- Život a dílo Zdeňka Fibicha (1950)
- Rok Bedřicha Smetany (1950)
- Národní divadlo a česká opera (1954)
- Co dalo Švédsko Bedřichu Smetanovi (1956)